# Oratorio di Santa Caterina in Fontebranda
L'oratorio di Santa Caterina in Fontebranda, detto anche oratorio della Tintoria è una piccola chiesa che si trova a Siena, in via Santa Caterina e di proprietà della Nobile Contrada dell'Oca.

## Storia
All'indomani della canonizzazione di Caterina Benincasa da Siena da parte di Pio II, avvenuta nel 1461, gli abitanti del rione senese di Fontebranda desiderarono costruire una chiesa da dedicare alla santa che era nata e aveva risieduto in quei luoghi. Si decise quindi di radere al suolo il vecchio fondaco della tintoria di Jacopo Benincasa, padre della santa, nonché due case adiacenti, al fine di creare lo spazio per la chiesa.
Fu costruita tra il 1465 e il 1474 da Francesco di Duccio del Guasta con la collaborazione di Corso di Bastiano.

## Descrizione
La semplice facciata in mattoni e pietra serena fu ricostruita da Giuseppe Partini nel XIX secolo, come fedele riproduzione di quella quattrocentesca divenuta pericolante a causa del terremoto del 1798. La lunetta del portale è di Urbano da Cortona e mostra Santa Caterina tra due angeli.
L'interno è ad una sola navata e due campate voltate a crociera.
L'interno fu affrescato nel Cinquecento e  nel Seicento su tutte e quattro le pareti interne, con storie della vita della santa. Ad una prima fase di lavori, avvenuta nel terzo decennio del XVI secolo e che vide la partecipazione di Giacomo Pacchiarotti (Santa Caterina stigmatizzata), Girolamo del Pacchia (due Storie a destra), Vincenzo Tamagni (prima Storia della santa a sinistra) e del Sodoma (Cinque angeli sopra l'altare), seguì una seconda fase, nel primo decennio del XVII secolo, a cui parteciparono Ventura Salimbeni (seconda Storia della santa a sinistra, 1604) e Sebastiano Folli.
Entro l'altare seicentesco è collocata la statua in legno dipinto di Santa Caterina, realizzata nel 1474 da Neroccio di Bartolomeo de' Landi.

## Sede della contrada dell'Oca
A fianco della chiesa ha sede la nobile contrada dell'Oca, in un edificio in cotto con pregevole portale e due piani di logge.